# Tetraphyle
Tetraphyle es un género con dos especies de plantas con flores de la familia Crassulaceae.   Comprende 18 especies descritas y de estas, solo una aceptada.

## Taxonomía
El género fue descrito por Eckl. & Zeyh. y publicado en Enum. Pl. Afric. Austral. [Ecklon & Zeyher] 3: 292. 1837

## Algunas especies
- Tetraphyle littoralis Eckl. & Zeyh.
- Tetraphyle lycopodioides Eckl. & Zeyh.
- Tetraphyle multiceps (Harv.) P.V.Heath
- Tetraphyle muscosa Eckl. & Zeyh.